# Lienardia curculio
Lienardia curculio é uma espécie de gastrópode do gênero Lienardia, pertencente a família Clathurellidae.